# Dschumādā l-ūlā
Der Dschumādā l-ūlā (arabisch جمادى الأولى, DMG Ǧumādā l-ūlā, auch: Dschumādā al-auwal / جمادى الأول / Ǧumādā l-awwal oder kurz Dschumada I.) ist der fünfte Monat im muslimischen Kalendersystem.

## Bedeutung
Im Dschumada l-ula gibt es keinen offiziellen Feiertag. In Indien wurde am 17. Tag des Monats des Zinda Schah Madar, eines lokalen Heiligen, gedacht.
Am 22. Tag des Dschumada l-ula im Jahr 36 nach der Hidschra kam es in Basra zur Kamelschlacht.
Für manche gelten der zehnte und der elfte Tag des Monats als negativ.